# Zyndaki
Zyndaki (niem. Sonntag) – wieś w Polsce, położona w województwie warmińsko-mazurskim, w powiecie mrągowskim, w gminie Sorkwity.
Leży na północnym brzegu Jeziora Zyndackiego i wschodnim Jeziora Warpuńskiego.
| SIMC    | Nazwa   | Rodzaj                    |
| ------- | ------- | ------------------------- |
| 0488250 | Bałowo  | część wsi (przed 2023 r.) |
| 0488266 | Zamkowo | część wsi                 |

W latach 1975–1998 miejscowość administracyjnie należała do województwa olsztyńskiego.